# مارثا هانت
مارثا هانت (بالإنجليزية: Martha Hunt)‏ (مواليد 27 أبريل 1989) عارضة أزياء أمريكية سارت في عروض أزياء فيكتوريا سيكريت 2013 ، 2014 ، 2015 وفيكتوريا سيكريت إنجيل منذ عام 2015.

## روابط خارجية
- مارثا هانت على موقع IMDb (الإنجليزية)
- مارثا هانت على موقع قاعدة بيانات الفيلم (الإنجليزية)
- مارثا هانت على موقع دليل عارضات الأزياء (الإنجليزية)
- مارثا هانت في موديلز.كوم